# Føllenslev-Særslev Sogn

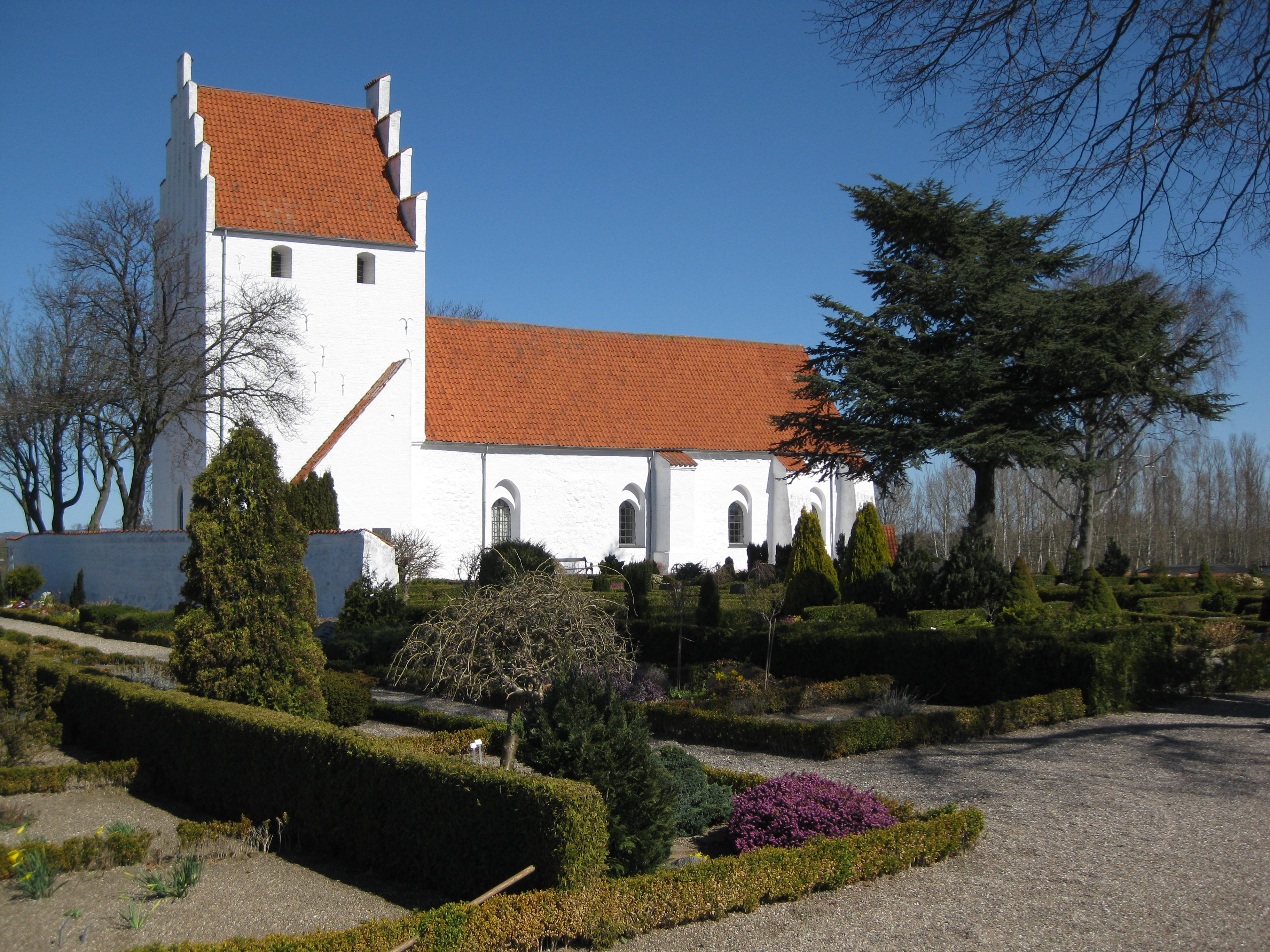
Føllenslev Kirke

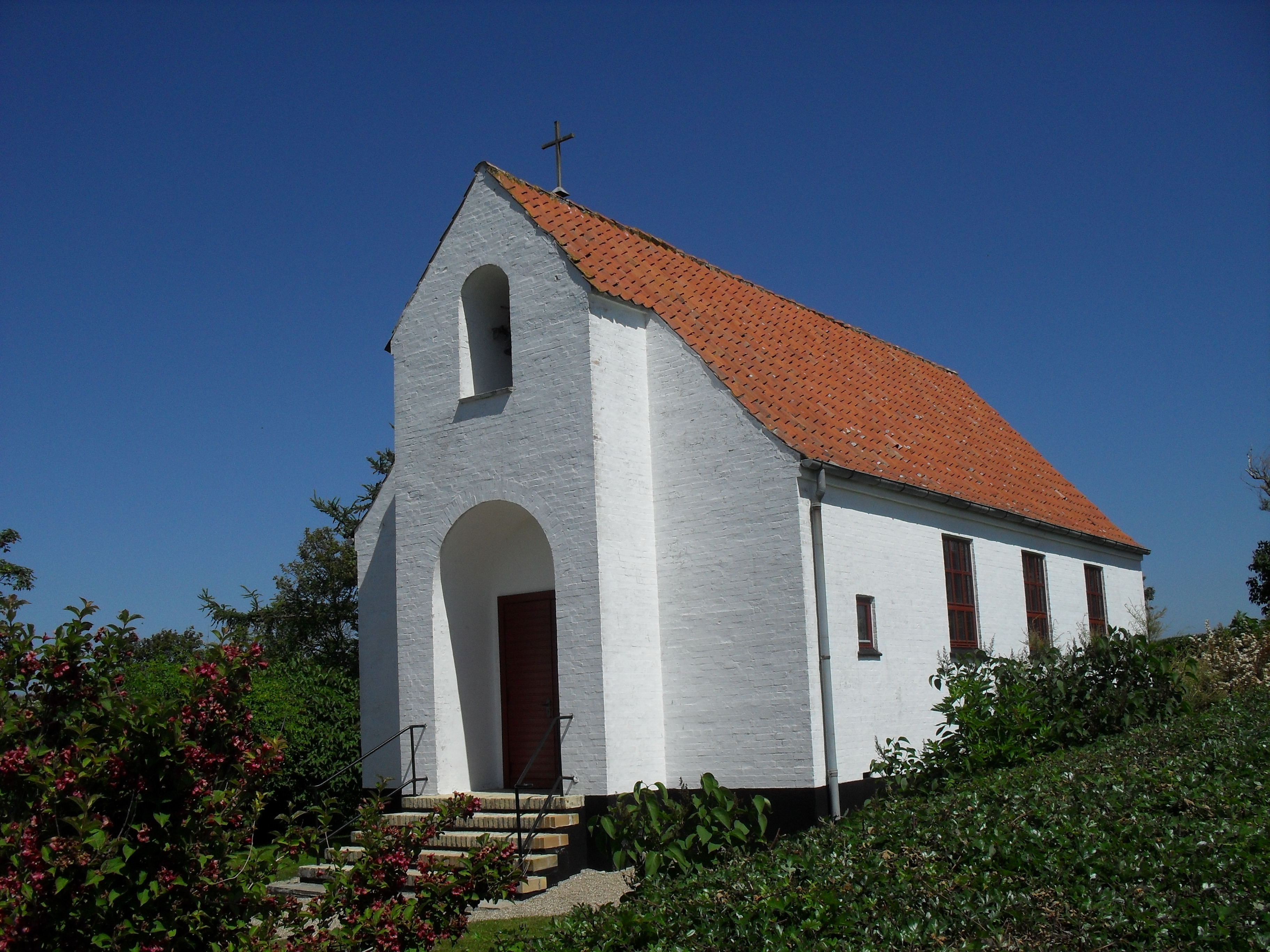
Nekselø Kirke

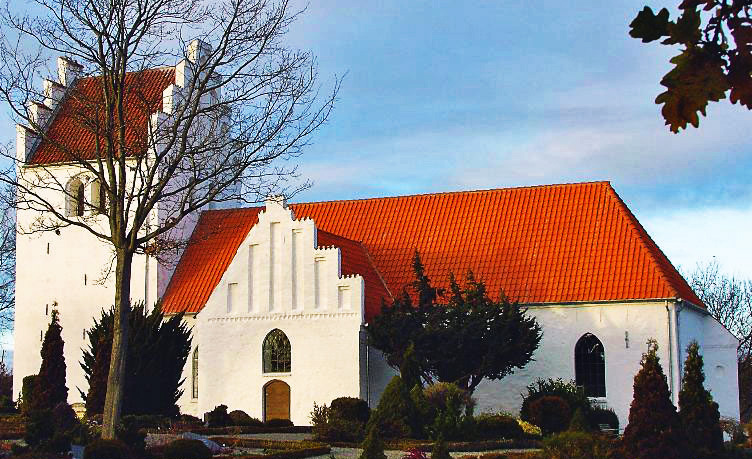
Særslev kirke

Føllenslev-Særslev Sogn ist eine Kirchspielsgemeinde (dän.: Sogn) auf der dänischen Insel Seeland, die am 29. November 2020 durch Zusammenlegung der Kirchspiele Føllenslev Sogn und Særslev Sogn entstand.
Bis 1970 gehörte sie zur Harde Skippinge Herred im damaligen Holbæk Amt, danach zur Bjergsted Kommune im Vestsjællands Amt, die wiederum im Zuge der Kommunalreform zum 1. Januar 2007 in der erweiterten Kalundborg Kommune in der Region Sjælland aufgegangen ist. Zum Kirchspiel gehört auch die Insel Nekselø.
Im Kirchspiel lebten am 1. Januar 2023 2.889 Einwohner, davon im Kirchdorf Føllenslev 362, in Snertinge 922 und auf Nekselø 18. Havnsø mit 940 Einwohnern liegt zum Teil auch im Vallekilde Sogn in der Odsherred Kommune. Auf dem Gebiet der Gemeinde liegen die „Særslev Kirke“, die „Føllenslev Kirke“ und die „Nekselø Kirke“.
Nachbargemeinden sind im Nordwesten auf dem Gebiet der Odsherred Kommune das Kirchspiel Vallekilde Sogn, im Osten auf dem Gebiet Holbæk Kommune Hjembæk-Svinninge Sogn und im Südwesten Bregninge-Bjergsted-Alleshave Sogn. Im Norden grenzt die Gemeinde an den Samsø Bælt.